# Climat de la Haute-Garonne
Le climat de la Haute-Garonne est un climat tempéré aux influences océaniques et méditerranéennes avec des hivers modérés dans la plaine et plus froids dans le sud, ainsi que de fortes chaleurs l'été dans la plaine, suivies d'automnes très ensoleillés. Les printemps sont en revanche pluvieux. Le climat est aussi marqué par le vent d'autan dans la plaine toulousaine.

## Généralités sur un climat fragmenté

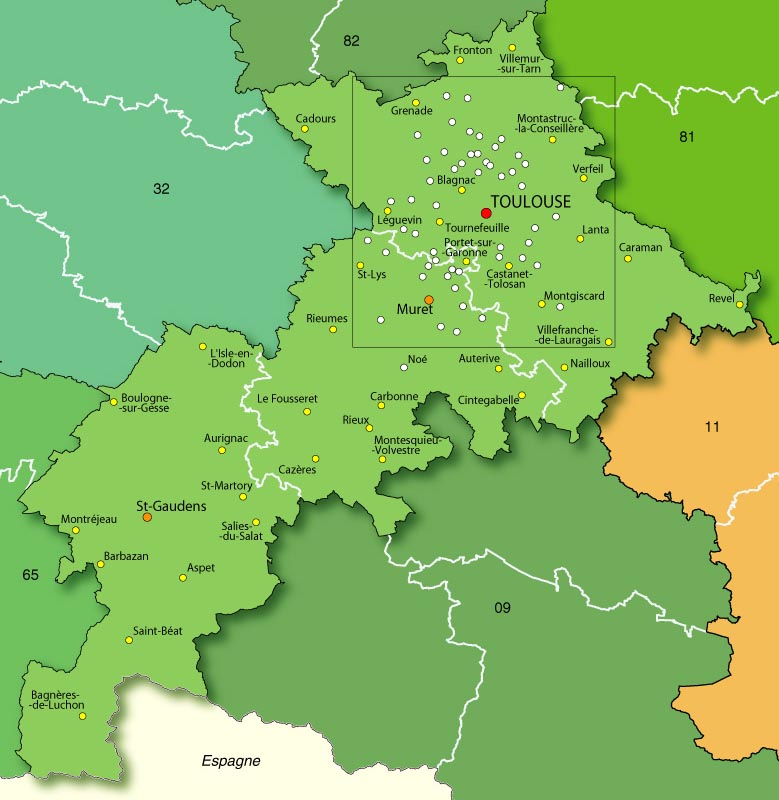
Carte du département Haute-Garonne

Le climat de la Haute-Garonne est particulièrement intéressant, car il se situe à la rencontre de multiples influences qui peuvent être classées en trois principales :
- le climat aquitain qui est un climat océanique très doux concernant la vallée de la Garonne. Il se caractérise par moins de jours de pluie qu'au nord de la Loire, mais avec des pluies plus durables.
- le climat de montagne a des températures généralement plus froides et précipitations plus importantes qu'en plaine.
- le climat méditerranéen a des températures généralement plus chaudes et précipitations plus rares et concentrées sans être inférieures, donc souvent violentes.

Cela s'explique par la géographie de ce département particulièrement étiré, voire compartimenté. En résumé, la Haute-Garonne se divise en trois zones, du sud au nord, dont chacune connaît une influence dominante : 
- la montagne et la prémontagne, du Luchonnais au Comminges (Saint-Martory établissant la limite approximative)
- la plaine tempérée, du Bas Comminges-Volvestre à la plaine toulousaine
- le Lauragais (en direction de l'Aude)

Ainsi, ces trois zones voient une prédominance du climat aquitain, mais avec des influences méditerranéennes ou montagnardes qui s'y ajoutent.

## Le Luchonnais et le Comminges
Le Luchonnais et les Comminges partagent plusieurs points communs : des régions du piémont pyrénéen, elles possèdent une altitude qui va de 300-350 m pour la région de Saint-Martory au nord du Comminges à 650 m pour Luchon (zones habitées). Bien entendu, les collines de la prémontagne atteignent les 1 000 m tandis que les pics du Luchonnais atteignent les 2 500 m.
En hiver, le sud de la Haute-Garonne connaît donc régulièrement des chutes de neige, plus fréquentes au fur et à mesure que l'on se dirige vers le Luchonnais. En été, ce sont les orages qui sont plus fréquents, du fait de la convection plus efficace quand l'altitude est élevée. Ces orages sont très grêligènes mais généralement peu venteux. L'orientation est-ouest des Pyrénées fait que le régime offrant le plus de précipitations est le régime de nord ouest. Les flux d'ouest ou de sud n'offrent généralement que peu de pluies. Par effet orographique, la proximité de la montagne entraîne des précipitations plus importantes. Ainsi, les précipitations vont elles croissant du nord au sud (les chiffres annuels donnés sont approximatifs):
- 750 mm à Saint-Martory
- 850 mm à Montréjeau
- 1 000 mm à Luchon

Le Comminges suit la vallée de la Garonne et possède donc une altitude inférieure aux régions voisines du Couserans à l'est en Ariège et du plateau de Lannemezan à l'ouest dans les Hautes-Pyrénées (400 m contre 500 m). Cela a une influence tant sur les précipitations et la neige qui y sont plus faibles que sur les orages qui ont tendance à passer sur les deux plateaux (notamment sur Lannemezan, fréquemment concernée par des orages de grêle) en évitant le Comminges.
Une particularité des régions de montagne très présente dans les Pyrénées est l'effet de Foehn. C'est le vent chaud et sec qui concerne le versant sous le vent lors d'un passage perturbé concernant l'autre versant. Ainsi, lorsqu'un flux de sud se met en place, le versant sud des Pyrénées est arrosé et venté tandis que le versant nord connaît un temps particulièrement beau et, surtout, très doux, y compris en plein cœur de l'hiver.
Par exemple, un même jour et au même moment, la température peut être de 10°C sur le versant sud des Pyrénées, de 15° à Toulouse (150 m) et de 23° à Luchon (650 m). Et cela en plein hiver. Ainsi, le 16 février 2007, la température à Biarritz a atteint 20° à 7 h du matin, alors qu'elle n'était au même moment que de 3° à Dax, 40 km plus au nord (cet exemple concernant une région pyrénéenne peut aussi s'appliquer à la Haute Garonne).

## Région toulousaine et Lauragais

On voit au sud-ouest de la France une zone qui rentre dans le domaine du CFA et qui correspond à la plaine toulousaine et au Lauragais.

La région toulousaine et le Lauragais connaissent un climat hybride entre le domaine océanique aquitain et le domaine méditerranéen. Dans la classification de Köppen, le climat est classé CFA soit subtropical humide, mais cette classification en CFA résulte plutôt du mélange entre les pluies assez régulières du climat océanique, même si moins nombreuses en été, et la chaleur du climat méditerranéen,.
Ces influences égales se traduisent dans la rose des vents de Toulouse (qui s'applique aussi au Lauragais), où se démarquent deux vents :
- Le Cers, vent d'ouest qui provient de l'Océan Atlantique

- L'autan, qui provient de la Mer Méditerranée

Le Cers est doux, apporte l'humidité et les pluies venant de l'Océan. Il souffle toute l'année, et est assez régulier. Il peut souffler fort lors des tempêtes hivernales (Klaus en 2009). L'Autan lui est doux à chaud et souffle surtout au printemps et en automne. Il en existe deux types :
1. L'Autan Blanc est anticyclonique, sec, dégage le ciel. Il peut souffler longtemps et est synonyme de beau temps.
2. L'Autan Noir est humide, apporte les nuages venant de la Méditerranée et précède les grosses pluies orageuses issues de la Méditerranée ou les lignes orageuses provenant du Golfe de Gascogne. Il souffle de manière brève, que quelques jours. Des fois, il porte également les entrées maritimes du Golfe du Lion comme ce fut le cas le 5 février 2021[6]. Dans tous les cas, ce vent souffle en rafale, assez fort et est surnommé "le vent des fous", et a marqué les territoires dans leur histoire et leur aménagement. Il tient sa vitesse au goulot d'étranglement du seuil du Lauragais[7].

À Toulouse, on compte 38 jours de fortes chaleurs, repartis entre mai et octobre, dont la majorité se déroulent en juillet et en août. Les étés sont longs et secs (de juin à la mi/fin septembre), entrecoupés d'épisodes orageux (6 jours de pluie en juillet et en août, pour un cumul supérieur à celui de février, ce qui traduit de fortes pluies).
Les hivers sont assez doux, avec 33 jours de gel nocturne. On compte une quarantaine de jours avec brouillards, qui finissent souvent par se dissiper. Les périodes pluvieuses voient des températures plutôt douces, tandis que les périodes anticycloniques peuvent être douces à froides, avec du gel le matin. Il neige peu.
Le printemps est la saison la plus pluvieuse, en dépit de l'augmentation des températures et de l'ensoleillement. 
L'automne lui est d'abord assez doux avec des températures diurnes au-dessus de 20 degrés (fin septembre, octobre), puis deviens assez gris et maussade aux alentours de la Toussaint.
L'ensoleillement oscille de 2 000 à 2 100 heures par an, moins élevé qu'à l'est de Carcassonne (2 100 heures à Carcassonne contre 2 400 heures à Perpignan, sur seulement 70 km) en raison de l'influence océanique et des brouillards hivernaux.
Ce climat est très favorable aux cultures céréalières, la région est surnommée "Grenier à blé du Languedoc". 
La végétation est du domaine océanique, mais les influences méditerranéennes apportent des espèces comme le chêne vert, le chêne pubescent ou encore le pin parasol,.
| Mois                                  | jan.             | fév.             | mars            | avril           | mai             | juin            | jui.            | août           | sep.            | oct.            | nov.            | déc.            | année            |
| ------------------------------------- | ---------------- | ---------------- | --------------- | --------------- | --------------- | --------------- | --------------- | -------------- | --------------- | --------------- | --------------- | --------------- | ---------------- |
| Température minimale moyenne (°C)     | 2,9              | 3                | 5,5             | 7,9             | 11,4            | 15              | 17              | 17,1           | 13,9            | 10,9            | 6,3             | 3,6             | 9,6              |
| Température moyenne (°C)              | 6,3              | 7,2              | 10,3            | 12,8            | 16,6            | 20,5            | 22,8            | 23             | 19,4            | 15,3            | 9,9             | 7,1             | 14,3             |
| Température maximale moyenne (°C)     | 9,7              | 11,2             | 15              | 17,6            | 21,4            | 25,7            | 28,2            | 28,5           | 24,8            | 19,7            | 13,5            | 10,4            | 18,8             |
| Record de froid (°C) date du record   | −18,6 16/01/1985 | −19,2 15/02/1956 | −8,4 01/03/2005 | −4,3 06/04/1911 | −0,8 01/05/1960 | 4 02/06/1962    | 7,6 08/07/1954  | 5,5 30/08/1986 | 1,9 27/09/1972  | −3 29/10/1949   | −7,5 23/11/1988 | −12 28/12/1962  | −19,2 15/02/1956 |
| Record de chaleur (°C) date du record | 21,2 15/01/1955  | 24,1 27/02/2019  | 27,1 21/03/1990 | 30 13/04/1949   | 33,9 11/05/1922 | 40,2 27/06/2019 | 40,2 08/07/1982 | 44 08/08/1923  | 37,5 07/09/1911 | 30,8 02/10/2011 | 24,3 01/11/1968 | 21,1 17/12/1987 | 44 08/08/1923    |
| Ensoleillement (h)                    | 82               | 118,6            | 173,6           | 195,1           | 211,1           | 244,1           | 265,3           | 247,2          | 207             | 160,3           | 100,9           | 91,7            | 2 096,9          |
| Précipitations (mm)                   | 52,6             | 37,1             | 45,4            | 65,7            | 74,2            | 64,4            | 39,6            | 44,3           | 45,8            | 54,3            | 55,2            | 48,8            | 627,6            |

| Diagramme climatique                                  |           |           |             |              |            |            |              |              |              |             |             |
| J                                                     | F         | M         | A           | M            | J          | J          | A            | S            | O            | N           | D           |
| 9,72,952,6                                            | 11,2337,1 | 155,545,4 | 17,67,965,7 | 21,411,474,2 | 25,71564,4 | 28,21739,6 | 28,517,144,3 | 24,813,945,8 | 19,710,954,3 | 13,56,355,2 | 10,43,648,8 |
| Moyennes : • Temp. maxi et mini °C • Précipitation mm |           |           |             |              |            |            |              |              |              |             |             |

Ici, les statistiques de la station de Castelnaudary, bien que située dans l'Aude, la ville fait partie du Lauragais donc du même ensemble climatique.
| Mois                                  | jan.             | fév.             | mars            | avril         | mai           | juin           | jui.          | août          | sep.            | oct.            | nov.            | déc.            | année     |
| ------------------------------------- | ---------------- | ---------------- | --------------- | ------------- | ------------- | -------------- | ------------- | ------------- | --------------- | --------------- | --------------- | --------------- | --------- |
| Température minimale moyenne (°C)     | 2,8              | 3,1              | 5,1             | 7,1           | 10,8          | 14,3           | 16,3          | 16,3          | 13,5            | 10,9            | 6,3             | 3,6             | 9,2       |
| Température moyenne (°C)              | 6                | 7                | 9,7             | 11,9          | 15,7          | 19,7           | 22,3          | 22,1          | 18,9            | 15,1            | 9,7             | 6,7             | 13,8      |
| Température maximale moyenne (°C)     | 9,2              | 10,8             | 14,2            | 16,8          | 20,7          | 25,1           | 28,2          | 28            | 24,4            | 19,3            | 13              | 9,8             | 18,3      |
| Record de froid (°C) date du record   | −15,6 16.01.1985 | −16,4 16.02.1956 | −9,4 01.03.05   | −4 13.04.1958 | −1 01.05.1960 | 4,6 17.06.1978 | 7 17.07.1973  | 5 31.08.1962  | 3 29.09.1972    | −2,2 25.10.1991 | −7,6 22.11.1998 | −17 28.12.1962  | −17 1962  |
| Record de chaleur (°C) date du record | 20 16.01.1955    | 23,9 27.02.19    | 27,7 21.03.1990 | 30,5 09.04.11 | 33,8 30.05.01 | 38,1 29.06.19  | 40 06.07.1982 | 40,8 12.08.03 | 35,6 08.09.1966 | 30,9 02.10.11   | 25,4 02.11.1970 | 22,8 18.12.1989 | 40,8 2003 |
| Précipitations (mm)                   | 65,2             | 49,7             | 52,9            | 80            | 69,6          | 49,1           | 31,9          | 49,6          | 50              | 60,1            | 59,2            | 59              | 676,3     |